# El Hadjar
El Hadjar (arabă الحجار) este un oraș din provincia Annaba, Algeria.